# Muïzz-ad-Din Mahmud
Muizz al-Din Mahmud fou emir zengita de Djazirat Ibn Umar. Va succeir el seu pare Muizz al-Din Sandjar Shah quan aquest fou assassinat el 1208.
Va governar fins al 1241. Llavors el poder va passar a Mahmud al-Malik al-Zahir.